# Jaume Borràs i Oriol
Jaume Borràs i Oriol (Badalona, Barcelonès, ca. 1875 — Barcelona, 18 de juny de 1949) va ser un actor i director d'escena català, germà del també actor Enric Borràs.
Va néixer a Badalona, fill de Pere Borràs i Lleal i d'Antònia Oriol i Ventura, propietaris d'un negoci de venda a l'engròs de vins, olis i altres productes alimentaris, que era conegut a la ciutat i a la rodalia com a «A cal Petó».
Es distingí en papers de característic a obres com La bona gent de Santiago Rusiñol, Don Gonçalo o l'Orgull d'un gec, d'Albert Llanas, entre d'altres. Actuà a Amèrica Llatina, però destaca la seva estada a París el 1925, on va representar en català. Participà en la represa del teatre en català al teatre Romea de Barcelona el 1946.
Es va casar el 6 d'abril de 1898 amb Teresa Galceran i Calbetó, germana de l'actor Avel·lí Galceran i Calbetó, de qui va enviudar l'any 1937.

## Trajectòria professional
Actor
- 1905, 25 de novembre. En el paper de Pelegrí a l'obra Les garses d'Ignasi Iglésias. Estrenada al teatre Romea de Barcelona.
- 1906, 27 de març. En el paper d'Eloi a l'obra L'Eloi d'Àngel Guimerà. Estrenada al teatre Romea de Barcelona.
- 1908, 22 de març. En el paper de Pere Amat a l'obra Aigües encantades de Joan Puig i Ferreter. Estrenada al teatre Romea de Barcelona.
- 1908, 16 d'octubre. En el paper de Tano a l'obra L'aranya d'Àngel Guimerà. Estrenada al teatre Romea de Barcelona.
- 1912, 16 de març. En el paper de Don Pere Rocalta a l'obra El tresor de Josep Morató. Estrenada al teatre Catalunya de Barcelona.
- 1912, 30 de març. En el paper de Capità, 60 anys a l'obra La Verge del Mar de Santiago Rusiñol, estrenat al teatre Catalunya de Barcelona.
- 1912, 20 d'abril. En el paper de Ramon Martí a l'obra L'Esbojarrada d'Antoni Muntañola, estrenada al teatre Catalunya de Barcelona.
- 1912, 11 de maig. En el paper de Don Tomàs Parellada a l'obra En Joan Bonhome de Josep Pous i Pagès, estrenada al teatre Catalunya de Barcelona.
- 1917. 1 de març. En el paper de Rei Rodolf a l'obra Jesús que torna d'Àngel Guimerà, estrenada al teatre Novedades de Barcelona
- 1918. 4 d'octubre. En el paper de Joan Tavernier a l'obra Montmatre de Pierre Frondaie, estrenada al teatre Español de Barcelona.
- 1918. 6 de desembre. En el paper de El català a l'obra  El català de la Manxa, de Santiago Rusiñol, estrenada al teatre Español de Barcelona.

Director d'escena
- 1905, 25 de novembre. L'obra Les garses d'Ignasi Iglésias. Estrenada al teatre Romea de Barcelona.
- 1906, 27 de març. L'obra L'Eloi d'Àngel Guimerà. Estrenada al teatre Romea de Barcelona.
- 1908, 22 de març. L'obra Aigües encantades de Joan Puig i Ferreter. Estrenada al teatre Romea de Barcelona.
- 1908, 16 d'octubre. L'obra L'aranya d'Àngel Guimerà. Estrenada al teatre Romea de Barcelona.

## Fons
El Centre de Documentació i Museu de les Arts Escèniques conserva alguns dels dissenys d'indumentària del actor.